# Famille Asam
Pour les articles homonymes, voir Asam.
La famille Asam est une famille allemande de peintres, stucateurs et architectes originaires de Rott am Inn, en Bavière.
Le père, Hans Georg Asam (né le 12 octobre 1649 à Rot am Inn, décédé le 7 mars 1711 à Sulzbach-Rosenberg), et ses deux fils Cosmas Damian Asam (né le 28 septembre 1686 à Benediktbeuern, décédé le 10 mai 1739 à Munich) et Egid Quirin Asam (né à Tegernsee le 1er septembre 1692, décédé le 29 avril 1750 à Mannheim) sont d'importants représentants de l'art baroque dans le sud de l'Allemagne.
Cosmas Damian Asam et Egid Quirin Asam sont connus sous l'appellation frères Asam.
L'Asam-Schlössl est la résidence munichoise de Cosmas Damian Asam.